# Топли-Бёрд, Мартина
Мартина Топли-Бёрд (англ. Martina Topley-Bird) — британская певица, впервые получившая известность после записи вокальных партий для дебютного альбома Maxinquaye бристольского музыканта Tricky. Мартина продолжила своё сотрудничество с Трики при записи его последующих альбомов Nearly God, Pre-Millennium Tension и Angels with Dirty Faces. Мартина тесно сотрудничает с Massive Attack, с которыми также работал Tricky.
В результате ухудшения их отношений в 1998 году она решила начать сольную карьеру. В 2003 она выпустила свой дебютный альбом Quixotic на Independiente Records. В 2004 альбом был переиздан на лейбле Palm Pictures под названием Anything с другим оформлением и заново сведенными композициями.
Её второй сольный альбом, The Blue God, вышел в мае 2008 года. Композиция «Carnies» была выпущена как первый сингл 3 марта того же года и достигла двадцатой позиции в английских инди-чартах, вторым синглом стала композиция «Poison», которая достигла девятой позиции в инди-чартах.

## Дискография

### Альбомы
- 2003 / 2004 — Quixotic (Европейское и австралийское издание) / Anything (Американское издание)
- 2008 — The Blue God
- 2010 — Some Place Simple
- 2021 — Forever I Wait

### Синглы
- 2003 — «Need One»
- 2003 — «Anything»
- 2003 — «I Still Feel»
- 2004 — «Soul Food»
- 2008 — «Carnies»
- 2008 — «Poison»
- 2008 — «Baby Blue»